# Rieux-en-Val
Rieux-en-Val – miejscowość i gmina we Francji, w regionie Oksytania, w departamencie Aude.
Według danych na rok 1990 gminę zamieszkiwały 82 osoby, a gęstość zaludnienia wynosiła 12 osób/km² (wśród 1545 gmin Langwedocji-Roussillon Rieux-en-Val plasuje się na 819. miejscu pod względem liczby ludności, natomiast pod względem powierzchni na miejscu 913.).

## Zabytki
Zabytki w miejscowości posiadające status Monument historique:
- Pont-Vieux